# Литке, Константин Николаевич
Граф Константи́н Никола́евич Ли́тке (1873—1915) — полковник лейб-гвардии Преображенского полка, герой Первой мировой войны.

## Биография
Лютеранин. Сын действительного статского советника графа Николая Федоровича Литке (1839—1887), внук президента Академии наук графа Ф. П. Литке.
По окончании Пажеского корпуса в 1893 году выпущен был из камер-пажей в подпоручики лейб-гвардии Преображенского полка. Командовал ротой Преображенского полка в течение 7 лет и 10 месяцев. 26 августа 1912 года произведен в полковники.
Чины: поручик (1897), штабс-капитан (1901), капитан (1905), полковник (1912).
В Первую мировую войну вступил со своим полком. Был удостоен ордена Святого Георгия 4-й степени
За то, что в бою 19 августа 1915 года у Гудулинских высот, лично, в стрелковых цепях, руководя наступлением своего батальона, выбил противника из ряда последовательных позиций и, несмотря на убыль всех офицеров и 75 % нижних чинов, под ураганным огнём противника выполнил возложенную задачу, заняв укрепленную линию и удерживал её против превосходных сил германцев, чем способствовал решительному обороту сражения в нашу пользу.
и пожалован Георгиевским оружием
За то, что 21 августа 1914 года, командуя головным отрядом — 4-м батальоном, впоследствии усиленным 2-м и 3-м батальонами, под сильным артиллерийским, пулеметным и ружейным огнём, захватил высоты у дер. Валентынов и лес между Валентыновым и Кшоновым и выбил оттуда противника, чем способствовал продвижению соседнего боевого участка.
Погиб в бою 30 сентября 1915 года.

## Брак
Бы женат на Елене Эдуардовне (1876—1922), дочери военного инженера при обороне Севастополя Э.И. Тотлебена

## Награды

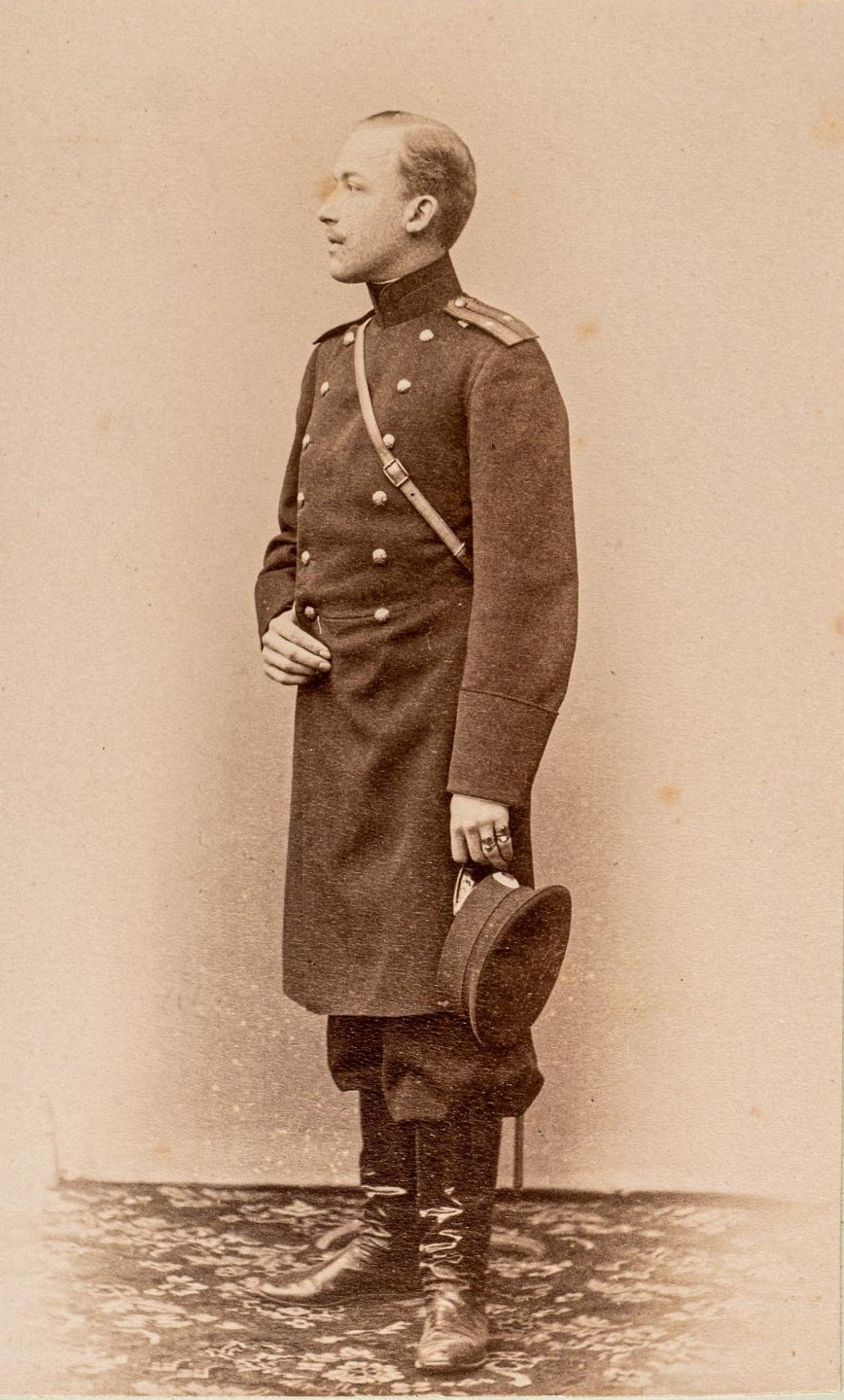
Подпоручик граф К.Н. Литке. 1893-1895 гг.

- Орден Святого Станислава 3-й ст. (ВП 6.12.1903)
- Орден Святой Анны 3-й ст. (ВП 29.05.1906)
- Орден Святого Станислава 2-й ст. (1909)
- Орден Святой Анны 2-й ст. «за доведение строевых частей до отличного состояния, признанного таковым на трех инспекторских смотрах в течение трех лет сряду» (ВП 3.02.1912)
- Орден Святого Владимира 4-й ст. (ВП 6.12.1912)
- мечи и бант к ордену Св. Владимира 4-й ст. (ВП 28.10.1914)
- Георгиевское оружие (ВП 03.02.1915)
- мечи к ордену Св. Анны 2-й ст. (ВП 09.04.1915)
- Орден Святого Владимира 3-й ст. с мечами (ВП 13.05.1915)
- мечи к ордену Св. Станислава 2-й ст. (ВП 24.05.1916)
- мечи и бант к ордену Св. Анны 3-й ст. (9.08.1916)
- Орден Святого Георгия 4-й ст. (ВП 26.11.1916)